# کونقا حرازه
کونقا حرازه یک تقسیمات کشوری در سودان است که در دارفور غربی واقع شده‌است.